# Thierry Gerbier
Thierry Gerbier (* 21. September 1965 in Chambéry; † 13. November 2013) war ein französischer Biathlet.
Thierry Gerbier war zwischen Mitte der 1980er und Mitte der 1990er Jahre ein erfolgreicher Biathlet. Bei den Olympischen Winterspielen 1988 in Calgary wurde er 41. Die Biathlon-Weltmeisterschaften 1989 in Feistritz an der Drau brachten einen 15. Rang im Einzel, einen 22. Platz im Sprint und den achten Staffelrang. In Borowez lief er in einem Weltcup-Einzel-Rennen 1989 auf den zweiten Platz. In Steinkjer kam ein dritter Rang im Sprint hinzu, in Ruhpolding 1990 ein weiterer Platz im Einzel. Besonders erfolgreich verliefen die Biathlon-Weltmeisterschaften 1990 mit einem zweiten Rang gemeinsam mit Christian Dumont, Xavier Blond und Hervé Flandin in der Staffel sowie gemeinsam mit Dumont, Stéphane Bouthiaux und Flandin Bronze im Mannschaftswettbewerb. Bei den Biathlon-Weltmeisterschaften 1991 in Lahti war der sechste Platz mit der Staffel bestes Resultat. Zum zweiten Mal startete Gerbier 1992 in Albertville bei Olympischen Spielen. Bei den Wettkämpfen in Les Saisies kam er auf dem 39. Rang im Einzel und wurde mit der Staffel Sechster. 1993 beendete er seine Karriere und war anschließend Skitechniker im französischen Team.

## Biathlon-Weltcup-Platzierungen
| Platzierung                 | Einzel | Sprint | Verfolgung | Massenstart | Team | Staffel | Gesamt |
| --------------------------- | ------ | ------ | ---------- | ----------- | ---- | ------- | ------ |
| 1. Platz                    |        |        |            |             |      |         |        |
| 2. Platz                    | 1      |        |            |             |      | 1       | 2      |
| 3. Platz                    | 1      | 1      |            |             | 1    |         | 3      |
| Top 10                      | 3      | 1      |            |             | 3    | 3       | 10     |
| Punkteränge                 | 10     | 4      |            |             | 3    | 3       | 20     |
| Starts                      | 18     | 14     |            |             | 3    | 3       | 38     |
| Stand: Daten nicht komplett |        |        |            |             |      |         |        |